# 音乐唱片分类
音乐唱片分类（英語：Discography），也称音乐唱片分类学，是对已经出版的錄音进行的研究、分类，通常会按照作家、特定音乐类型进行。具体的分类细节会因唱片分类的种类、范围等因素而定，但是音乐的分类信息通常会包括参与制作的艺术家、录制时间与地点、音乐名称、出版时间等信息。